# Chełmiec (województwo dolnośląskie)
Chełmiec (niem. Kolbnitz) – wieś w Polsce położona w województwie dolnośląskim, w powiecie jaworskim, w gminie Męcinka.

## Podział administracyjny
W latach 1975–1998 miejscowość administracyjnie należała do województwa legnickiego. Do sołectwa Chełmiec należą kolonie Jerzyków i Raczyce

## Nazwa
Nazwa miejscowości pochodzi od polskiej nazwy oznaczającej część uzbrojenia obronnego na głowę hełm. Pierwsza wzmianka o miejscowości pochodzi ze średniowiecznego dokumentu z 1202 roku gdzie wymieniona jest jako Chelmecz, kolejna z 1227 roku Helmech. Wieś wymieniona została w staropolskiej, zlatynizowanej formie Chelmetz w łacińskim dokumencie wydanym w 1202 roku wydanym we Wrocławiu przez kancelarię biskupa wrocławskiego Cypriana. W kolejnym dokumencie z 1217 roku miejscowość wymieniona jest w jako Holmici.

## Zabytki
Do wojewódzkiego rejestru zabytków wpisane są obiekty:
- kościół filialny pw. św. Jana Chrzciciela, z XV/XVI w., przebudowany w XVIII w., restaurowany w 1957. Wewnątrz m.in. renesansowa rzeźba Chrystusa, barokowe ołtarze i rzeźby[10]
- park

## Tradycje górnicze
Kopalnie miedzi i kruszców działały na tych terenach jeszcze przed 1241 rokiem oraz w latach 1502-1561, 1780-1790. W latach 1850–1890 działała kopalnia Max Emil Aleksander. Obecnie we wsi znajdują się pozostałości po sztolniach górniczych.